# Ảo ảnh (Phật giáo)
Ảo ảnh cũng được gọi là giả tưởng (假相), đọc đúng là Huyễn (幻), (tiếng Phạn: माया, phiên âm: māyā).
Đây là danh từ được dùng để chỉ thế giới hiện tượng đang liên tục thay đổi này. Đối với người chưa giác ngộ thì thế giới này là thế giới duy nhất có thật. Ảo ảnh được dùng để chỉ tất cả các hiện tượng sinh diệt, không thuộc thực tại cuối cùng (Ba thân). Một khi thấu hiểu rằng mọi Pháp đều là ảo ảnh thì điều đó đồng nghĩa với Giác ngộ (Bồ-đề) và đạt Niết-bàn.
Theo quan niệm Phật giáo thì "thấy" thế giới, tự chủ rằng có "một người" đang nhận thức và có "vật được nhận thức", có "ta" có "vật" có thế giới luân chuyển này chưa phải là sai lầm. Sai lầm là ở chỗ cho rằng sự vật bất biến, trường tồn và thế giới này là duy nhất, có thật. Đây mới là Kiến giải bất thiện vì nó ngăn trở những tri kiến bổ ích khác. Thật sự thì cái tương đối và cái tuyệt đối không hề rời nhau; và như thế, ảo ảnh (mê) và Bồ-đề (ngộ) bản tính không hai. Thiền sư Vĩnh Gia Huyền Giác trình bày xuất sắc sự việc này ngay trong phần đầu của bài Chứng đạo ca:
君不見
絕學無爲閑道人。不除妄想不求真
無明實性即佛性。幻化空身即法身
法身覺了無一物。本源自性天真佛
Dịch nghĩa:
Quân bất kiến!
Tuyệt học vô vi nhàn đạo nhân
Bất trừ vọng tưởng bất cầu chân
Vô minh thật tính tức Phật tính
Huyễn hóa không thân tức pháp thân
Pháp thân giác liễu vô nhất vật
Bản nguyên tự tính Thiên chân Phật...

### Sách
- Buswell, Robert; Lopez, Donald S. (2013). The Princeton Dictionary of Buddhism. Princeton University Press. ISBN 978-0-691-15786-3.